# Мерькова
Мерькова — река в России, протекает по Вилегодскому району Архангельской области. Является правым притоком реки Виледь (бассейн Северной Двины).

## География
Исток находится на водоразделе Вычегды и Виледи. Устье реки находится в 125 км по правому берегу реки Виледь. Длина реки составляет 12 км.

## Данные водного реестра
По данным государственного водного реестра России относится к Двинско-Печорскому бассейновому округу, водохозяйственный участок реки — Вычегда от города Сыктывкар и до устья, речной подбассейн реки — Вычегда. Речной бассейн реки — Северная Двина.
Код объекта в государственном водном реестре — 03020200212103000024716.